# ویاتسکویه (آستراخان)
ویاتسکویه (به لاتین: Vyatskoye) یک منطقهٔ مسکونی در روسیه است که در استان آستراخان واقع شده‌است.